# Yssingeaux
Yssingeaux är en kommun i departementet Haute-Loire i regionen Auvergne-Rhône-Alpes i centrala Frankrike. Kommunen ligger i kantonen Yssingeaux som tillhör arrondissementet Yssingeaux. År 2022 hade Yssingeaux 7 380 invånare.

## Befolkningsutveckling
Antalet invånare i kommunen Yssingeaux
| Referens: INSEE |